# Паппас, Крис
Кри́стофер Чарльз «Крис» Па́ппас (англ. Christopher Charles «Chris» Pappas; 4 июня 1980, Манчестер, Нью-Гэмпшир, США) — американский ресторатор и политик-демократ, член Палаты представителей США от Нью-Гэмпшира. Первый открытый гей, избранный в Палату представителей США от Нью-Гэмпшира.

## Биография

### Ранние годы, семья и образование
Родился в Манчестере в семье Артура и Дон Паппас. Его прадед по отцовской линии, эмигрировавший из Греции, прибыл в Нью-Гэмпшир в начале XX века.
В 1996 году, ещё будучи учеником средней школы, познакомился с Джинн Шейхин, членом Сената Нью-Гэмпшира, баллотировавшейся на пост губернатора штата. В качестве волонтёра Паппас присоединился к избирательной кампании сенатора, сделав свои первые шаги в политике.
В 1998 году окончил Манчестерскую центральную среднюю школу.
В 2002 году получил степень бакалавра гуманитарных наук в области политологии в Гарвард-колледже.
Вернувшись после учёбы в Манчестер, взял на себя управление семейным бизнесом, став совладельцем и управляющим ресторана «Puritan Backroom», который был основан в 1917 году его прадедом. Заведение хорошо известно на территории Нью-Гэмпшира как место, которое постоянно посещают кандидаты в президенты США во время проходящего в штате праймериз. Кроме того, стал членом совета директоров организаций «Southern New Hampshire Services» и «Manchester Historic Association».

### Политическая карьера
В 2002—2006 годах — член Палаты представителей Нью-Гэмпшира.
В 2007—2011 годах — казначей округа Хилсборо.
С 2012 года — член Исполнительного совета Нью-Гэмпшира.
С 2019 года — член Палаты представителей США.

## Личная жизнь
Не женат и никогда не состоял в браке, хотя заявил, что в будущем надеется жениться и завести детей. Является открытым геем.
Увлекается бегом на длинные дистанции, гольфом, проектами по благоустройству жилья и путешествиями.
Любимый телесериал — «Во все тяжкие».